# Лугиновское сельское поселение
Лугиновское сельское поселение — муниципальное образование в составе Орловского района Кировской области России.
Столица — посёлок Центральная усадьба плодосовхоза.

## История
Лугиновское сельское поселение образовано 1 января 2006 года согласно Закону Кировской области от 07.12.2004 № 284-ЗО.
5 июля 2011 года в соответствии с Законом Кировской области № 18-ЗО поселение включено в состав Орловского сельского поселения.

## Состав
В состав поселения входят 15 населённых пунктов:
| - посёлок Центральная усадьба плодосовхоза - деревня Бадьины - деревня Белянка - деревня Булычевы - деревня Грошовка - деревня Исупово - деревня Криничи - деревня Лугиновка | - деревня Мундоро - деревня Назаровы - посёлок Племптицесовхоз - деревня Стульниковы - деревня Усковы - деревня Хохловы - деревня Яраничи |